# Rhampsinitus angulatus
Rhampsinitus angulatus is een hooiwagen uit de familie echte hooiwagens (Phalangiidae).